# 강도상해죄
| |
| 형법 刑法 |
| 형법학 · 범죄 · 형벌 죄형법정주의 |
| 범죄론 |
| 구성요건 · 실행행위 · 부작위범 간접정범 · 미수범 · 기수범 · 중지범 불능범 · 상당인과관계 고의 · 고의범 · 착오 과실 · 과실범 공범 · 정범 · 공동정범 공모공동정범 · 교사범 · 방조범 |
| 항변 |
| 위법성조각사유 · 위법성 · 책임 · 책임주의 책임능력 · 심신상실 · 심신미약 · 정당행위 · 정당방위 · 긴급피난 · 오상방위 · 과잉방위 · 강요된 행위                                     |
| 죄수 |
| 상상적 경합 · 연속범 · 병합죄 |
| 형벌론 |
| 사형 · 징역 · 금고 벌금 · 구류 · 과료 · 몰수 법정형 · 처단형 · 선고형 자수 · 작량감경 · 집행유예                                                                                  |
| 대인범죄 |
| 보통살인죄 · 존속살해죄 · 자살교사·방조죄 |
| 촉탁승낙살인죄 · 영아살해죄 · 낙태죄 |
| 상관살해죄 |
| 폭행죄 · 상해치사죄 · 절도죄 |
| 성범죄 · 성매매알선 · 강간죄 |
| 유괴 · 과실치사상죄 · |
| 대물범죄 |
| 손괴죄 · 방화죄 |
| 절도죄 · 강도죄 · 사기죄 |
| 사법절차 방해죄 |
| 공무집행방해죄 · 뇌물죄 |
| 위증죄 · 배임죄 |
| 미완의 범죄 |
| 시도 · 모의 · 공모 |
| 형법적 항변 |
| 자동증, 음주 & 착오 |
| 정신 이상 · 한정책임능력 |
| 강박 · 필요 |
| 도발 · 정당방위 |
| 다른 7법 영역 |
| 헌법 · 민법 · 형법 |
| 민사소송법 · 형사소송법 · 행정법 |
| 포털: 법 · 법철학 · 형사정책 |
| v • d • e • h |

강도상해죄(強盜傷害罪)는 대한민국 형법상 범죄로 강도가 고의로 사람을 다치게 함으로써 성립하는 범죄이다.

## 판례
- 강도범행 이후에도 피해자를 계속 끌고 다니거나 차량에 태우고 함께 이동하는 등으로 강도범행으로 인한 피해자의 심리적 저항불능 상태가 해소되지 않은 상태에서 강도범인의 상해행위가 있었다면 강취행위와 상해행위 사이에 다소의 시간적·공간적 간격이 있었다는 것만으로는 강도상해죄의 성립에 영향이 없다[1]
- 피해자들이 도망가려는 피고인의  혁대와  손을  잡았는데, 이를 뿌리치기 위하여 피고인은 주먹으로 피해자 A의 이마를 3회가량 때리고, 머리카락을 잡아 흔들면서 허리 부분을 찼고, 피해자  B의 가슴을 발로 차고 도망을 갔다. 이 과정에서 피해자  B는 가슴 타박상, 무릎부위에 멍이 들고 표피가 박탈되는 상처를, 피해자  A는 이마 부위와 목 부위가 붓는 상처와 목뼈의 염좌 등의 상처를 입어 사건 발생 다음날 병원에서 방사선촬영을 하고, 주사  1대씩과  3일분의 내복약 처방을 받았으며, 처방기간 동안 약을 먹었다.  이  사안에서  1심은  상해를 부정하였으나,  항소심  및  대법원은  상해를 긍정하였다.[2]
- 강도상해죄에 있어서의 상해는 피해자의 신체의 건강상태가 불량하게 변경되고 생활기능에 장애가 초래되는 것을 말하는 것으로서, 피해자가 입은 상처가 극히 경미하여  굳이  치료할  필요가  없고  치료를 받지  않더라도  일상생활을  하는 데  아무런 지장이  없으며  시일이  경과함에  따라  자연적으로  치유될  수  있는 정도라면,  그로 인하여  피해자의  신체의  건강상태가  불량하게  변경되었다거나  생활기능에  장애가 초래된 것으로 보기 어려워 강도상해죄에 있어서의 상해에 해당한다고 할 수 없다.[3]
- 채권자로부터 채무자에 대한 외상물품 대금채권의 회수를 의뢰받았다 하더라도, 채무자의 반항을 억압할 정도의 폭행과 협박을 가하여 재물 및 재산상 이득을 취득한 이상 이는 정당한 권리행사라고 볼 수 없음이 명백하여 강도상해죄가 성립함에는 아무런 지장이 없다[4]
- 절도범이 체포를 면탈할 목적으로 체포하려는 여러 명의 피해자에게 같은 기회에 폭행을 가하여 그 중 1인에게만 상해를 가하였다면 이러한 행위는 포괄하여 하나의 강도상해죄만 성립한다. 갑이 ○○빌라 내 지하주차장에서 을 소유의 승합차의 조수석 문을 열고 안으로 들어가 공구함을 뒤지던 중 위 차에 설치된 도난경보장치의 경보음을 듣고 달려 온 을에게 발각되는 바람에 절취의 뜻을 이루지 못한 채 미수에 그친 후 을의 신고를 받고 출동한 경찰관 A와 B가 자신을 붙잡으려고 하자 체포를 면탈할 목적으로 팔꿈치로 A의 얼굴을 1회 쳐 A를 폭행하고, 발로 B의 정강이를 1회 걷어 차 B에게 약 2주간의 치료를 요하는 우측하퇴부좌상 등을 가한 경우, A에 대하여는 준강도죄를, B에 대하여는 강도상해죄의 실체적 경합범으로 볼 것이 아니라 포괄하여 하나의 강도상해죄만 성립한다[5]

## 같이 보기
- 강도죄
- 상해죄
- 폭행죄
- 절도죄